# Fightstar
Fightstar — британський рок-гурт, створений 2003 року. За три роки існування випустив один мініальбом і 3 повноцінних альбоми. Жанрова приналежність їхньої музики досить різноманітна: звучання одних треків можна охарактеризувати як пост-хардкор, інших — емокор, а в деяких навіть зустрічаються елементи альтернативного року.

## Альбоми

### Студійні альбоми
- Grand Unification (2006)
- One Day Son, This Will All Be Yours (2007)
- Be Human (2009)

### Мініальбоми
- They Liked You Better When You Were Dead (2005)

### Збірки
- Alternate Endings (2008)